# AlphaDream
AlphaDream Corporation, Ltd. (jap.: 株式会社アルファドリーム, Hepburn: Kabushikigaisha ArufaDorīmu, ehemals AlphaStar (jap.: 株式会社アルファスター, Hepburn: Kabushikigaisha ArufaSutā)) war ein japanisches Unternehmen zur Entwicklung von Videospielen, das im Jahr 2000 von Tetsuo Mizuno in Tokio, Japan, gegründet wurde. In Zusammenarbeit mit Nintendo wurden Software für den Game Boy Color, den Game Boy Advance, den Nintendo DS, den Nintendo 3DS und die Nintendo Switch hergestellt, darunter die Mario-&-Luigi-Reihe. Zu den Mitarbeitern des Unternehmens gehörten prominente ehemalige Entwickler von Square wie Chihiro Fujioka. Am 1. Oktober 2019 wurde AlphaDream nach der Insolvenzerklärung geschlossen.

## Geschichte
AlphaDream wurde am 12. Januar 2000 gegründet. Sie damals bekannt als Alpha Star. Mehrere Mitglieder ihres Personals waren bedeutende Mitarbeiter von Square. Sie sind bekannt für ihre RPGs, vor allem die Mario-&-Luigi-Serie für den Game Boy Advance, den Nintendo DS und den Nintendo 3DS. Das Unternehmen wurde im Jahr 2000 von Tetsuo Mizuno, dem früheren Präsidenten von Square, gegründet. Ihr erstes Spiel, Koto Battle, war ein Rollenspiel im Pokémon-Stil, bei dem der Spieler drei seiner zwanzig Charakterkarten gegen KI-Gegner kämpft. Es wurde im März 2001 für den Game Boy Color veröffentlicht. Es ist zwar nur in Japan erhältlich, wurde aber später für die Nintendo 3DS Virtual Console erneut veröffentlicht. AlphaDreams nächstes Spiel war Tomato Adventure, das im Januar 2002 veröffentlicht wurde. Der Spieler, als DeMille, ein Tomatenhasser im Ketchup-Königreich, kämpft sich seinen Weg aus seinem ausgestoßenen Dorf, um seine Freundin zu retten. Die Waffen im Spiel sind wie Spielzeug und die Kämpfe gegen Gegner beinhalten Minispiele. Tomato Adventure wurde gemeinsam mit Graphic Research entwickelt und von Chihiro Fujioka von Super Mario RPG und Final Fantasy Legend III geleitet. Es wurde für die Veröffentlichung auf dem Game Boy Color als Gimmick Land erwartet, wurde aber auf den neuen Game Boy Advance verschoben und für eine bessere Vermarktung umbenannt. Tomato Adventure wurde außerhalb Japans nicht veröffentlicht. AlphaDream wurde kurz darauf zum Entwickler der JRPG-Spiele-Serie Mario & Luigi. Der erste Beitrag in dieser Serie, Mario & Luigi: Superstar Saga, erschien 2003. Am 1. Oktober 2019 meldete AlphaDream Insolvenz an und verwies auf schwache Einnahmen und hohe Entwicklungskosten sowie auf die Unfähigkeit, mit den wachsenden Schulden Schritt zu halten (die sich im März 2018 auf über 465 Mio. ¥ (Zum damaligen Wechselkurs ca. 3,5 Mio. €) beliefen).

## Entwickelte Spiele
| Jahr | Titel                                                | Publisher                | Platform         |
| ---- | ---------------------------------------------------- | ------------------------ | ---------------- |
| 2001 | Koto Battle: Tengai no Moribito                      | Alphadream               | Game Boy Color   |
| 2002 | Tomato Adventure                                     | Nintendo                 | Game Boy Advance |
| 2003 | Hamtaro: Rainbow Rescue                              | Nintendo                 | Game Boy Advance |
| 2003 | Mario & Luigi: Superstar Saga                        | Nintendo                 | Game Boy Advance |
| 2004 | Hamtaro: Ham-Ham Games                               | Nintendo                 | Game Boy Advance |
| 2005 | Mario & Luigi: zusammen durch die Zeit               | Nintendo                 | Nintendo DS      |
| 2008 | Hi! Hamtaro Ham-Ham Challenge                        | Marvelous                | Nintendo DS      |
| 2009 | PostPet DS                                           | Marvelous                | Nintendo DS      |
| 2009 | Mario & Luigi: Abenteuer Bowser                      | Nintendo                 | Nintendo DS      |
| 2013 | Mario & Luigi: Dream Team Bros                       | Nintendo                 | Nintendo 3DS     |
| 2015 | Mario & Luigi: Paper Jam Bros                        | Nintendo                 | Nintendo 3DS     |
| 2017 | Mario & Luigi: Superstar Saga + Bowsers Schergen     | Nintendo                 | Nintendo 3DS     |
| 2019 | Mario & Luigi: Abenteuer Bowser + Bowser Jrs Reise   | Nintendo                 | Nintendo 3DS     |
| 2019 | Kedama no Gonjiro: Fit & Run                         | ForwardWorks Corporation | iOS/Android      |
| 2019 | Mario & Sonic bei den Olympischen Spielen Tokyo 2020 | Sega                     | Nintendo Switch  |